# آقا اینجاست
آقا اینجاست یا آقا آمد (به انگلیسی: Sir came) فیلمی هندی محصول سال ۲۰۱۲ و به کارگردانی پاراسورام است. در این فیلم بازیگرانی همچون راوی تجا، کجال آگاروال، ریچا گانگوپادیای، نارا رهیت، جایا سودها و چاندرا موهان ایفای نقش کرده‌اند.